# Демоны (фильм, 1985)
«Демоны» (итал. Dèmoni) — итальянский фильм ужасов 1985 года, поставленный режиссёром Ламберто Бавой, сыном известного режиссера Марио Бавы. Слоган фильма: «И сбудется пророчество, и станут города вам гробницами…»

## Сюжет
В метро студентка Шерил замечает подозрительного человека в блестящей маске, которого пугается и пытается от него убежать. Однако он просто даёт девушке пригласительные билеты на вечерний киносеанс на фильм без названия в кинотеатре «Метрополь». Воспользовавшись случаем, Шерил просит у него ещё один билет для своей подруги Кэти. Вечером девушки находят здание кинотеатра, который, как выясняется, многие годы не работал, и идут в кино.
Один из нескольких десятков других пришедших по приглашениям в «Метрополь» — слепой мужчина Вернер — натыкается на висящую в фойе кинотеатра серебряную маску в виде лица демона и предупреждает свою спутницу Лиз, чтобы она не прикасалась к ней. Позже маску в шутку примеряет девушка Розмари, пришедшая в кинотеатр с местным авторитетом Тони и своей подругой Рут. Снимая её, она случайно царапает себе щеку. Зрители рассаживаются в зале, где Шерил и Кэти знакомятся с двумя парнями — Джорджем и Кеном, — и сеанс начинается.
На экране демонстрируется фильм ужасов про компанию молодых людей, приехавших ночью к древним кладбищенским развалинам, где был похоронен Нострадамус. Исследуя руины, они находят его могилу, вскрывают её и обнаруживают такую же маску, которая висела в фойе кинотеатра, а также книгу пророчеств Нострадамуса, предсказывающую пришествие в мир демонов. В книге поясняется, что надевший маску станет первым демоном, который будет превращать других людей в себе подобных. Подобно произошедшему в фойе, один из парней примеряет маску и царапает себе щеку, снимая её. После этого он превращается в монстра и убивает своих приятелей. Тем временем Розмари идёт в туалет, чтобы промыть кровоточащую царапину, и превращается в аналогичного демона.
Первой жертвой демона становится Рут, пришедшая в туалет проверить состояние подруги. Спасаясь от демона, Рут оказывается по другую сторону киноэкрана и, разорвав его, падает на сцену перед зрителями. Демон в это время убивает за кулисами спутницу Вернера с любовником, а позже выдавливает глаза самому Вернеру. Столпившиеся вокруг лежащей на сцене Рут люди видят, как она тоже превращается в демона, после чего начинается паника. Люди пытаются покинуть кинотеатр, но выход оказывается замурован. Демоны продолжают убивать посетителей, обращая их. С помощью Тони Джорджу и Кену удаётся закрыть первого демона в подсобном помещении. После этого Кэти делает предположение, что всё произошло по вине фильма. Тони, ставший неформальным лидером, решает отправиться на второй этаж в проекторную комнату, чтобы остановить показ картины. Взломав двери, люди обнаруживают, что в помещении никого нет, и кинопроектор работает автоматически.
Сломав проектор, люди выходят на галёрку зрительного зала и встречают там Вернера. Тот заявляет, что дело не в фильме, а в самом кинотеатре, который проклят. Люди решают сломать кресла и забаррикадироваться на галёрке. Появившихся демонов скидывают вниз, но они успевают убить Тони. После этого Кен выдвигает план выбраться наружу, проломив стену «Метрополя». Сломав стену, люди оказываются в соседнем помещении, откуда впрочем не находят выхода и возвращаются на галёрку. Этажом ниже молодая парочка Томми и Ханна пытаются покинуть кинотеатр через вентиляционный ход, однако Ханна превращается в демона и убивает Томми.
Тем временем у «Метрополя» останавливается автомобиль с компанией юных неформалов-правонарушителей, просыпавших в салоне машины кокаин. Спасаясь от полиции, они забегают в кинотеатр через открывшийся в подворотне запасной выход. Преследовавших их двух полицейских затем убивает в подворотне ставший демоном и выбравшийся из «Метрополя» через этот же выход Вернер. Демоны тем временем идут на штурм галёрки. Пробравшись под собственными баррикадами, Кэти, Шерил, Джорджу и Кену удаётся покинуть балкон. Спустившись на первый этаж они замечают вентиляционный ход и решают скрыться в нём, но план нарушает превратившаяся в демона Кэти. Кену удаётся оглушить её, однако из тела Кэти выбирается другой демон, который наносит ему рану. Чтобы не стать угрозой для остальных, Кен просит Джорджа убить его висящей в фойе катаной.
Убив обратившегося Кена, Джордж садится на стоящий там же в фойе спортивный мотоцикл. Посадив за спину Шерил, он начинает ездить по «Метрополю» и рубить демонов катаной, очистив от них зрительный зал. Затем Джордж и Шерил слышат шум наверху и видят, как сквозь крышу в кинотеатр проваливается вертолёт с двумя мертвыми пилотами. Сумев на короткое время завести винт, парочка убивает подобравшихся к ним демонов, после чего решает покинуть кинотеатр через пробитую вертолётом брешь в потолке. С помощью крюка и вертолётной лебёдки оба поднимаются на крышу.
На крыше оказывается человек в маске, который распространял приглашения в «Метрополь». Он сбрасывает Джорджа вниз, но тому удаётся уцепиться за железную арматуру и выбраться обратно. Вдвоём Джордж и Шерил убивают злодея, после чего спускаются по лестнице на ночную улицу, на которой бесчинствуют демоны. Убегая от них, они натыкаются на джип с уцелевшими вооружёнными людьми — мужчиной, женщиной и мальчиком Кирком — и уезжают из города. По дороге Шерил также превращается в демона, Кирк стреляет в неё, и она падает из джипа на асфальт

## В ролях
- Урбано Барберини — Джордж
- Наташа Хови — Шерил
- Паола Коццо — Кэти
- Карл Зинни — Кен
- Фиоре Ардженто — Ханна
- Бобби Родес — Тони
- Николетта Элми — Ингрид
- Микеле Соави — Джерри / человек в маске

## Съёмочная группа
- Серджио Стивалетти — мастер по специальным эффектам.

## Производство
Съёмки фильма происходили в Берлине и Риме. Завязка фильма начинается на станции берлинского метро Heidelberger Platz. Действие фильма происходит в реальном кинотеатре Metropol.

## Критика
«Демоны» являются главным фильмом режиссера Ламберто Бавы, так, известный кинорежиссер Деодато Руджеро вспоминал, что «У Ламберто Бава я видел только один фильм – «Демоны». Кинокритик Михаил Трофименков, называя режиссера халтурщиком, однако, дал позитивный отзыв о фильме, определив его «презабавнейшей наглой пародией» на жанр:

«Соотношению «реальности» и «вымысла» посвящен и фильм итальянского халтурщика Ламберто Бавы «Демоны» (Demoni, 1986 ***). Фильм презабавнейший, но заслуга в этом не Бавы, а «короля страха» Дарио Ардженто, сценариста и продюсера «Демонов». Дело в том, что Ламберто — сын замечательного режиссера Марио Бавы, создавшего в 1960—1970-х годах эталонные, упоительные образцы итальянского кинотрэша: от «Маски демона» (La maschera del demonio, 1960), вольной экранизации «Вия», до похождений суперпреступника «Дьяболика» (Diabolik, 1968). Ардженто, конечно же, не мог не помочь сыну старшего друга и учителя и придумал наглую пародию на кинематограф, которым занимается всю жизнь. Некий молчаливый юноша с металлическим наполовину лицом раздает выбранным наугад пассажирам римского метро приглашения на премьеру в заново открытом старом кинотеатре. Фильм оказывается запредельной бредятиной о компании молодых людей, зачем-то раскопавших могилу Нострадамуса и вызвавших к жизни жутких демонов. По мере того как юнцы один за другим превращаются в клыкастых чудовищ, пускающих изо рта струи зеленой пены, то же самое происходит и со зрителями. Те, кто еще сохранил человеческий облик, не обращают внимания на дикие вопли, раздающиеся из фойе, где озверевшая проститутка грызет свою товарку: им кажется, что звуки доносятся с экрана. Спецэффекты в фильме без дураков, кровь и слизь так и брызжут, но ни на минуту не забываешь, что его авторы искренне развлекаются. Ардженто вытащил, например, на экран характерную для него фигуру слепого, наделенного даром ясновидения, и с наслаждением сначала выдрал ему глазки, а потом превратил в крадущегося по ночному Риму зомби. На кинотеатр внезапно падает, проломив потолок, вертолет с мертвым пилотом, лопастями которого герои начинают кромсать упырей. Или вдруг в здание врывается убегающая от полиции компания припанкованных гопников, которых волнует лишь одно: как бы все эти монстры, самозабвенно гоняющиеся друг за другом по кинотеатру, не покусились на их кокаин, которого и так осталось совсем ничего».— Михаил Ъ-Трофименков, Газета «Коммерсантъ» №140 от 03.08.2004, стр. 14.

## Саундтрек
- Billy Idol — White Wedding
- Accept — Fast as a Shark
- Mötley Crüe — Save Our Souls
- Claudio Simonetti — Demon
- Claudio Simonetti — Killing
- Claudio Simonetti — Out of Time
- Rick Springfield — Walking on the Edge
- Pretty Maids — Night Danger
- Go West — We Close Our Eyes
- The Adventures — Send My Heart
- Saxon — Everybody Up

В середине главной музыкальной темы фильма использован мотив из «В пещере горного короля» Эдварда Грига.